# Etsuhoa tarbagataica
Etsuhoa tarbagataica är en tvåvingeart som beskrevs av Fedotova 1990. Etsuhoa tarbagataica ingår i släktet Etsuhoa och familjen gallmyggor.
Artens utbredningsområde är Kazakstan. Inga underarter finns listade i Catalogue of Life.